# Football Hebdo
Football Hebdo était un hebdomadaire français consacré exclusivement au football. Il fut édité à Paris du 8 décembre 1948 au 21 juin 1949. Son créateur et directeur était Marcel Rossini.
Ce magazine s'inscrivait dans le prolongement de l'hebdomadaire Football (surnommé "Football de Rossini", car lui aussi créé par Marcel Rossini) qui parut de 1929 à 1944 et fut interdit à la Libération pour avoir poursuivi sa parution sous l'occupation.
La disparition rapide de Football Hebdo, le 21 juin 1949, après seulement 29 numéros, avait vraisemblablement pour cause la concurrence de l'hebdomadaire France football.